# الاحتجاج
الاحتجاج نام کتابیست در رشته کلام اسلامی از نیمه اول قرن ششم هجری قمری، به زبان عربی. از کتب معتبر شیعه که به «احتجاج طبرسی» مشهور و به کثرت فوائد، موصوف است. نویسنده آن، ابومنصور احمد بن علی بن ابی‌طالب طبرسی از محدثین موثق و علمای بزرگ نیمه اول قرن ششم هجری قمری است. این کتاب، محاجات و مناظرات پیغمبر اسلام و ائمه شیعه و استدلال‌های برخی از اصحاب ائمه در برابر مخالفان و افراد مختلف و پیروان ادیان غیر اسلامی، نسبت به اصول و فروع دین اسلام و مذهب شیعه اثنی عشری است. همچنین برخی از مکاتبات امام زمان که در زمان غیبت صغری از طریق نواب ایشان بوده و نیز ذکر توقیعاتی از ناحیه مقدسه به بعضی از علما، در قسمت آخر، درج شده‌است. نام دیگر «احتجاج» «الاحتجاج علی اهل اللجاج» است که ظاهراً ساخته دیگران می‌باشد و در خطبه مؤلف نیامده‌است. پیرامون احادیث مربوط به امام باقر علیه السلام در کتاب طبرسی و برسی سندی و محتوایی آن مقاله ای با همین عنوان نوشته شده‌است.

## انگیزه مؤلف برای تألیف
مؤلف، انگیزه خود را از تألیف این کتاب، جمع‌آوری احادیثی عنوان کرده که در آنها، احتجاجات پیشوایان دین، روایت شده تا ثابت کند که نهی از احتجاج، برای افراد ضعیف و قاصر در دفاع از دین و عقاید است نه برای اشخاص مبرز و توانا بر اثبات حق و دفع باطل. وی در دیباچه کتاب می‌گوید: آنچه مرا وادار به گردآوری این کتاب کرد این بود که: دیدم عده‌ای از شیعیان امامیه به شدت از احتجاج پرهیز کرده و راه مناظره و جدل را اگر چه برحق باشد، نمی‌روند و می‌گویند این کار بر ما روا نیست. از این رو من تصمیم به تألیف کتابی گرفتم که حاوی استدلالات و احتجاجات شیعه و بزرگان و ائمه شیعه باشد و آیات و روایاتی که مسلمانان را به احتجاج و «مجادله حسن» امر کرده، ذکر کنم تا ثابت کنم که نهی در این باب، فقط منحصر به ضعیفان و ناتوانان و جاهلان است که از عهده آن به خوبی برنمی آیند، نه مبرزان و دانایانی که حق را به‌خوبی می‌توانند اثبات نمایند و مایه رفعت منزلت خود شده‌اند.

## معرفی نویسنده
شیخ احمدبن علی بن ابیطالب طبرسی، کنیه او، ابومنصور، عالم، فقیه، متکلم و محدث بزرگ و موثق شیعه در نیمه اول قرن ۶ هـ ق است. تاریخ تولد و وفات او مشخص نیست، فقط با قرائنی و به نقل از علامه سیدمحمد بحرالعلوم، با سنجیدن ولادت و وفات، معاصران و شاگردان، او را از رجالی می‌دانند که اوائل قرن ششم هـ ق را درک کرده‌است. اصلیت او، ایرانی و بعضی از اهالی طبرستان و برخی اهل طبرس، همان تفرش امروز می‌دانند. وی مورد اعتماد بزرگانی چون «شهید اول»، شیخ حر عاملی و سید محمد بحرالعلوم و خوانساری صاحب روضات الجنات بوده که او را به صفات عالم فاضل فقیه، محدث ثقه، ستوده و او را از یاران بزرگ پیشینیان گفته‌اند. از شاگردان مشهور وی، ابن شهر آشوب، عالم بزرگ قرن ششم هجری قمری است. مؤلف، معاصر با ابوالفتوح رازی و فضل بن حسن طبرسی، صاحب کتاب تفسیر مجمع البیان بود.

## ساختار و تقسیم‌بندی کتاب
- مقدمه که شامل: اخباری که متضمن نهی از جدل و مناظره و نکوهش آن، و انگیزه تألیف کتاب.
- احتجاجات و استدلالات ماثور از پیغمبر اسلام، علی و سایر امامان دربارهٔ اصول و فروع دین اسلام و مذهب شیعه حقه جعفری با افراد مختلف و مخالف.
- ذکر واقعه غدیر خم، ماجرای فدک و محاجه‌های علی و فاطمه زهرا و دیگر صحابه (و خطبه پیامبر در غدیر).
- محاجات امام با معاویه و اهل شام و خوارج و نقض کنندگان بیعت با او.
- در بخش پایانی، احتجاجات صاحب الزمان، مکاتبات آن ایشان در زمان غیبت صغری با نواب چهارگانه، توقیعات ایشان در زمان غیبت کبری.

## کتاب احتجاج از دیدگاه دیگران
مامقانی در تنقیح المقال: از قول شیخ حر عاملی که فرموده: «له کتاب الاحتجاج علی اهل اللجاج حسن و کثیرالفوائد» (کتاب احتجاج طبرسی کتابی نیکو که در مناظرات با مخالفین تألیف شده و دارای فواید بسیاری است). علامه سید محمد بحرالعلوم در مقدمه خود براحتجاج و اهمیت احتجاج، بحثی مفید دارد.
نکته
1. کسانی که تألیف این کتاب را به «فضل بن حسن طبرسی»، صاحب تفسیر مجمع البیان نسبت داده‌اند اشتباه کرده و خطا رفته‌اند، این اشتباه به سبب اشتراک در شهرت طبرسی است.
2. بیشتر احادیث و اخباری که در کتاب هست، به صورت مرسل (بدون سلسله کامل اسناد) است و این به دلیل اینست که این احادیث یا با حکم عقل موافقت دارد یا متواترند یا دربارهٔ آن اجماع وجود دارد یا در سیره‌ها و کتابهای مخالف و مؤلف مشهور هستند. اما مطالبی که از امام حسن عسکری آمده، چون به‌اندازه احادیث دیگر مشهور نیست، لذا با یک سند (از جمله، اخبار مذکور در تفسیر امام عسکری) ذکر شده‌است.

نظر علی ریاحی نبی دربارهٔ مطالب این کتاب
هر چند بسیاری از مطالب کتاب به واسطه عقل یا شواهد و قرائنی از کتاب و سنت معتبر، قابل قبول است؛ اما مواردی که جنبه تعبدی داشته و قرینه‌ای علمی بر صحت آن موجود نباشد را، نمی‌توان معتبر دانست و مبنای علم یا عمل قرار داد. یکی از نکات مبهم در این کتاب آن است که کثیری از مطالب آن که ادعای به شهرت و حتی اجماع دربارهٔ آن‌ها شده‌است، نه در کتب قبل از شیخ طبرسی مطرح است و نه در کتب بعد از او از غیر الاحتجاج بیان شده‌است که این البته با مرام اخباریگری که از آثار شیخ طبرسی معلوم است، قابل توجیه می‌باشد.
ترجمه‌ها
در حال حاضر دو ترجمه از این کتاب به زبان فارسی وجود دارد:

۱- ترجمه بهراد جعفری که توسط انتشارات اسلامیه در سال ۱۳۸۱ هجری خورشیدی به چاپ رسیده‌است.

۲- ترجمه احمد غفاری مازندرانی که توسط انتشارات مرتضوی در سال ۱۳۷۱ هجری خورشیدی به چاپ رسیده‌است.

چاپ و شرح
این اثر بارها به شیوه‌ای نفیس با حواشی و تعلیقات در ایران، عراق، لبنان، چاپ شده‌است. در زمان شاه طهماسب صفوی، توسط علی بن حسین زواری اصفهانی از علمای شیعه، در نیمه اول قرن دهم هجری قمری به فارسی ترجمه و بنام «کشف الاحتجاج» منتشر شد. (دائرةالمعارف فارسی)
ترجمه مشروح دیگر به قلم نظام الدین احمد غفاری مازندرانی، از دانشمندان قرن دهم هجری، که به کوشش شیخ محمود پاکتچی ـ عموی دکتر احمد پاکتچی ـ در تهران چاپ و منتشر شده‌است. آخرین چاپ کتاب، به کوشش ابراهیم بهادری و محمدهادی، زیر نظر جعفر سبحانی در سال ۱۴۱۳ هـ ق در قم بوده‌است.